# Assais-les-Jumeaux
Assais-les-Jumeaux és un municipi francès situat al departament de Deux-Sèvres i a la regió de la Nova Aquitània. L'any 2007 tenia 762 habitants.

## Demografia

### Població
El 2007 la població de fet d'Assais-les-Jumeaux era de 762 persones. Hi havia 322 famílies de les quals 84 eren unipersonals (24 homes vivint sols i 60 dones vivint soles), 133 parelles sense fills, 101 parelles amb fills i 4 famílies monoparentals amb fills.
La població ha evolucionat segons el següent gràfic:
Habitants censats

### Habitatges
El 2007 hi havia 420 habitatges, 323 eren l'habitatge principal de la família, 36 eren segones residències i 61 estaven desocupats. Tots els 420 habitatges eren cases. Dels 323 habitatges principals, 273 estaven ocupats pels seus propietaris, 42 estaven llogats i ocupats pels llogaters i 7 estaven cedits a títol gratuït; 1 tenia una cambra, 8 en tenien dues, 29 en tenien tres, 72 en tenien quatre i 212 en tenien cinc o més. 293 habitatges disposaven pel capbaix d'una plaça de pàrquing. A 133 habitatges hi havia un automòbil i a 165 n'hi havia dos o més.

### Piràmide de població
La piràmide de població per edats i sexe el 2009 era:
| Homes | Edats   | Dones |
| ----- | ------- | ----- |
| 4     | 95 o +  | 0     |
| 4     | 90 a 94 | 4     |
| 20    | 85 a 89 | 0     |
| 0     | 80 a 84 | 20    |
| 8     | 75 a 79 | 16    |
| 20    | 70 a 74 | 24    |
| 20    | 65 a 69 | 8     |
| 36    | 60 a 64 | 40    |
| 16    | 55 a 59 | 12    |
| 40    | 50 a 54 | 16    |
| 12    | 45 a 49 | 36    |
| 24    | 40 a 44 | 20    |
| 24    | 35 a 39 | 28    |
| 40    | 30 a 34 | 28    |
| 32    | 25 a 29 | 32    |
| 28    | 20 a 24 | 4     |
| 20    | 15 a 19 | 4     |
| 24    | 10 a 14 | 12    |
| 44    | 5 a 9   | 8     |
| 12    | 0 a 4   | 28    |

## Economia
El 2007 la població en edat de treballar era de 432 persones, 314 eren actives i 118 eren inactives. De les 314 persones actives 296 estaven ocupades (167 homes i 129 dones) i 18 estaven aturades (6 homes i 12 dones). De les 118 persones inactives 56 estaven jubilades, 31 estaven estudiant i 31 estaven classificades com a «altres inactius».

### Ingressos
El 2009 a Assais-les-Jumeaux hi havia 328 unitats fiscals que integraven 786 persones, la mediana anual d'ingressos fiscals per persona era de 15.494 €.

### Activitats econòmiques
Dels 41 establiments que hi havia el 2007, 10 eren d'empreses de construcció, 4 d'empreses de comerç i reparació d'automòbils, 3 d'empreses de transport, 1 d'una empresa d'hostatgeria i restauració, 4 d'empreses financeres, 2 d'empreses immobiliàries, 11 d'empreses de serveis, 3 d'entitats de l'administració pública i 3 d'empreses classificades com a «altres activitats de serveis».
Dels 13 establiments de servei als particulars que hi havia el 2009, 1 era una oficina bancària, 3 paletes, 2 guixaires pintors, 4 fusteries, 1 lampisteria, 1 perruqueria i 1 restaurant.
Dels 2 establiments comercials que hi havia el 2009, 1 era una gran superfície de material de bricolatge i 1 una fleca.
L'any 2000 a Assais-les-Jumeaux hi havia 73 explotacions agrícoles que ocupaven un total de 5.104 hectàrees.

## Equipaments sanitaris i escolars
El 2009 hi havia una escola elemental.

## Poblacions més properes
El següent diagrama mostra les poblacions més properes.